# 푸른원숭이
푸른원숭이(Cercopithecus mitis) 또는 왕관원숭이는 중앙아프리카와 동아프리카가 원산지인 구세계원숭이의 일종이다. 윗쪽으로는 콩고강 분지에서부터, 동쪽으로는 그레이트 리프트 밸리 그리고 남쪽으로는 앙골라 북부와 잠비아에 이르는 지역에 분포한다.
때로는 사이크스원숭이와 은색원숭이 그리고 황금원숭이를 푸른원숭이의 아종으로 분류하여 포함시킨다.

## 아종
현재까지 인정되는 아종은 다음과 같다.
- 푸른원숭이 (C. m. mitis) – 앙골라에서 발견되는 풀루토원숭이
- 은색원숭이 (C. m. doggetti)
- 황금원숭이 (C. m. kandti)
- 사이크스원숭이 (C. m. albogularis)
- C. m. heymansi
- 스툴만푸른원숭이 (C. m. stuhlmanni)
- 엘곤푸른원숭이 (C. m. elgonis)
- C. m. botourlinii
- C. m. opitsthosticus

가끔은 이들 중 일부를 독립된 별도의 종으로 간주하기도 하고, 일부 아종을 추가하기도 하지만 모든 저자들이 인정하는 것은 아니다.

## 특징

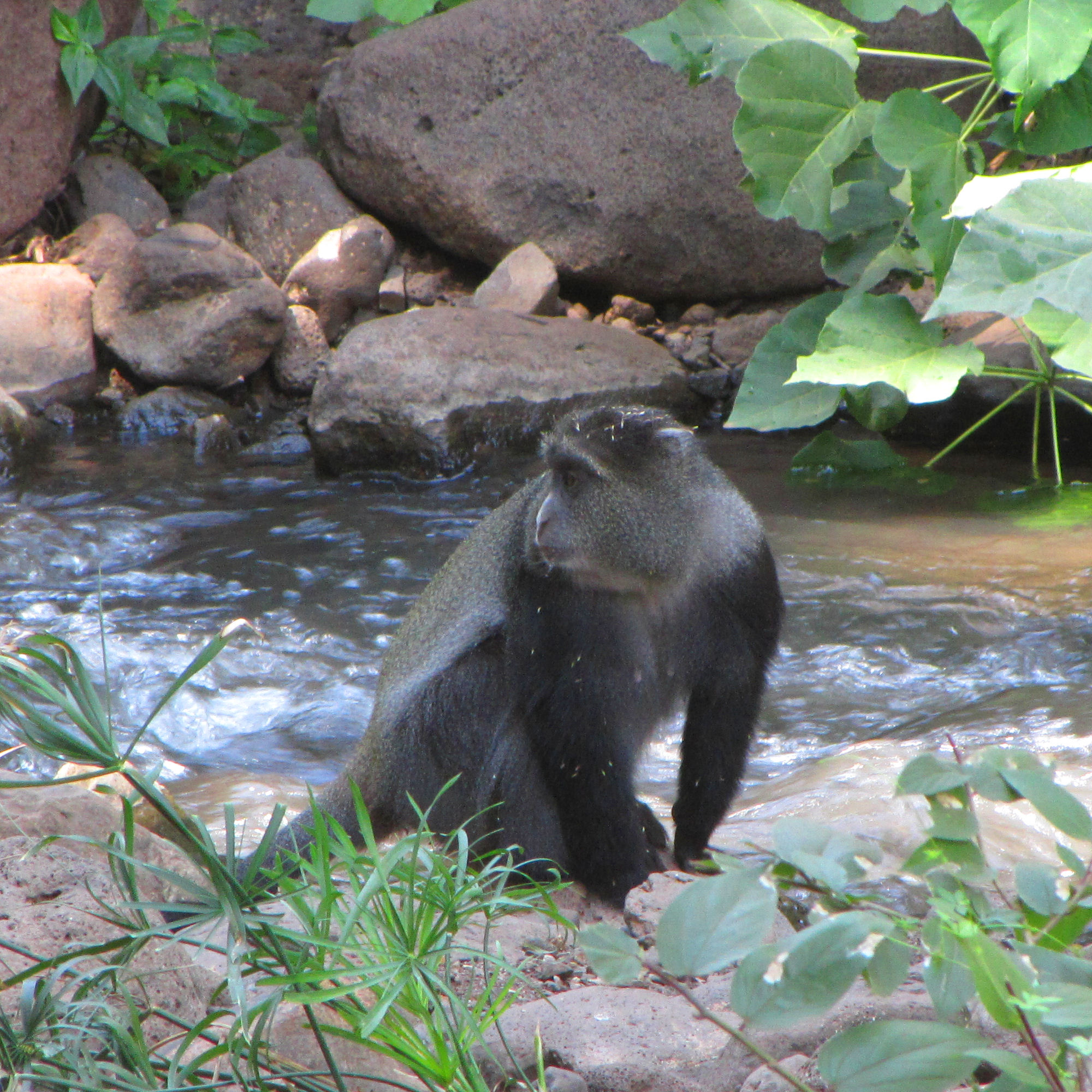
탄자니아 만야라 호수 국립공원의 푸른원숭이

이름이 푸른원숭이임에도 불구하고, 푸른원숭이는 눈에 띄게 파란 색은 아니며, 얼굴에 털이 약간 있어서 이것이 모습이 푸르게 보이도록 하지만, 일종의 맨드릴처럼 모습이 생생하게 파란 것은 결코 아니다. 이들은 얼굴과는 별개로(이마에 창백하거나 누르스름한 반점이 있으며, 이마의 이 반점에서 "왕관원숭이"라는 이름이 유래했다.) 주로 올리브색 또는 회색을 띠며, 거무스름한 관모와 발 그리고 앞다리, 아종에 따라 갈색과 올리브색 또는 회색을 띠는 외투를 지니고 있다. 통상적으로 몸길이는 50에서 65 cm정도(거의 나머지 몸길이 만큼의 꼬리는 제외하고)이고, 몸무게는 암컷은 약 4 kg을 약간 넘고 수컷은 8 kg에 달한다.

## 서식지
푸른원숭이는 상록수 숲과 저산대 숲에서 발견되며, 주로 숲의 캐노피에서 살며, 지상에는 거의 내려오지 않는다. 습기가 있고, 물이 많은 응달 지역에 크게 의존적인 동물이다. 주로 과일과 나뭇잎을 먹지만, 천천히 움직이는 무척추동물을 일부 먹는 것으로 추정된다. 먹이와 피난처를 제공하는 키 큰 나무에서 사는 것을 선호하며, 그렇기 때문에, 거의 모든 게논원숭이들처럼, 자연 서식지 감소로 인해 피해를 입고 있다. 자연 숲을 대체한 소나무 조림 지역에서, 이 원숭이들은 먹이나 물을 구하기 위해 신종 나무의 나무껍질에 상처를 내기 때문에 산림꾼들에게 골칫거리로 취급되고 있다. 또한 식용으로 사냥되고 있다.

## 사회 구조
푸른원숭이들은 성적으로 성숙해졌을 때, 수컷들이 자신의 집단에서 떠나는 반면에, 암컷들은 자신들이 태어난 집단에 계속 머무는 사회 구조에서 살고 있다. 결과적으로, 푸른원숭이들은 보통 한 마리의 수컷과 여러 마리의 암컷 그리고 이들의 새끼들로 집단을 구성하며 이는 모계사회들의 기원이 된다(Rudran 1978; Lawes et al. 1994). 가끔은, 짝을 짓지 못한 수컷들은 일시적이겠지만, 새로운 집단을 찾아 자신이 태어난 집단을 떠나는 것이 관찰되기도 한다(Rudran 1978).

### 군집 생활 내의 관계
이들 암컷 유대 사회에서는, 원숭이들의 행동의 약 5~15%를 사회적 행동이 차지하고 있으며, 집단 내에서 가장 흔한 사회적 행동들은 털 다듬기와 놀이이다. 집단 구성원들 사이의 관계는 다양하다. 새끼들은 그들의 형제와 부모 또는 어린 암컷들과 매우 자주 상호 작용을 하며 어른 수컷 근처에서는 드물게 발견된다(Rudran 1978).